# Spathoglottis petri
Spathoglottis petri är en orkidéart som beskrevs av Heinrich Gustav Reichenbach. Spathoglottis petri ingår i släktet Spathoglottis och familjen orkidéer. Inga underarter finns listade i Catalogue of Life.